# Bruno Kitt
Bruno Kitt (ur. 9 sierpnia 1906 w Heilsberg, zm. 8 października 1946 w Hameln) – zbrodniarz hitlerowski, lekarz SS w obozach koncentracyjnych Auschwitz-Birkenau i Neuengamme oraz SS-Hauptsturmführer.
Doktor medycyny i członek SS (nr identyfikacyjny 246756). Od lipca 1942 do stycznia 1945 Kitt był lekarzem obozowym i kierownikiem szpitala kobiecego w Birkenau. W okresie tym odpowiedał za liczne selekcje Żydów i więźniarek do komór gazowych. Od lutego do kwietnia 1945 pełnił służbę jako lekarz obozowy w Neuengamme. 
Schwytany przez Brytyjczyków i oskarżony przez nich w procesie załogi Neuengamme w 1946. Został 13 maja 1946 skazany na śmierć za współudział w mordowaniu i maltretowaniu więźniów obozu. Bruno Kitt został stracony przez powieszenie w październiku 1946 w więzieniu Hameln.